# Waldemar Sługocki
Waldemar Jan Sługocki (ur. 9 września 1971 w Sulechowie) – polski politolog, urzędnik państwowy i samorządowy oraz polityk, doktor habilitowany nauk społecznych, poseł na Sejm VII, IX i X kadencji (2011–2015, od 2019), senator IX kadencji (2015–2019), podsekretarz stanu w Ministerstwie Rozwoju Regionalnego (2010–2011), sekretarz stanu w Ministerstwie Infrastruktury i Rozwoju (2015), sekretarz stanu w Ministerstwie Rozwoju i Technologii (2023–2024).

## Życiorys
Ukończył studia na Wydziale Nauk Społecznych Uniwersytetu im. Adama Mickiewicza. W 2002 na tej samej uczelni na podstawie rozprawy zatytułowanej Interwencjonizm państwowy w polskiej polityce rolnej w procesie integracji z Unią Europejską uzyskał stopień doktora nauk humanistycznych w zakresie nauk o polityce. W 2014 uzyskał stopień doktora habilitowanego nauk społecznych w zakresie nauk o polityce na podstawie dorobku naukowego i rozprawy pt. Polityka regionalna Unii Europejskiej a rozwój polskich regionów – studium przypadku. Ukończył także studia podyplomowe z zakresu badań i analiz strategicznych w Szkole Głównej Handlowej w Warszawie oraz MBA w Collegium Humanum – Szkole Głównej Menedżerskiej w Warszawie.
Jako nauczyciel akademicki związany z Uniwersytetem Zielonogórskim, na którym objął stanowisko profesora. Został kierownikiem Zakładu Polityki Regionalnej, a następnie kierownikiem Katedry Polityki Regionalnej w Instytucie Ekonomii i Finansów.
Od 1997 zatrudniony w administracji publicznej, początkowo w urzędzie wojewódzkim w Zielonej Górze, a od 1999 w urzędzie marszałkowskim województwa lubuskiego (pełniąc stanowiska podinspektora, inspektora, kierownika oddziału i zastępcy dyrektora departamentu). W 2007 objął stanowisko zastępcy burmistrza Żagania. W 2008 powrócił do urzędu marszałkowskiego jako dyrektor departamentu rozwoju regionalnego i planowania przestrzennego, a następnie jako dyrektor departamentu Lubuskiego Regionalnego Programu Operacyjnego. 2 marca 2010 powołany na podsekretarza stanu w Ministerstwie Rozwoju Regionalnego.
W wyborach samorządowych w 1998 bezskutecznie ubiegał się o mandat radnego Zielonej Góry z listy Unii Wolności. Został później członkiem Platformy Obywatelskiej. W wyborach w 2011 z ramienia tego ugrupowania został wybrany do Sejmu. Kandydując w okręgu lubuskim, otrzymał 6465 głosów. 21 października 2011, na swój wniosek, został odwołany ze stanowiska w rządzie. W Sejmie VII kadencji był członkiem Komisji do Spraw Unii Europejskiej, Komisji Spraw Wewnętrznych oraz Komisji Administracji i Cyfryzacji, wiceprzewodniczącym Zespołu Poselskiego ds. budowy dróg ekspresowych S-5 i S-3, członkiem Parlamentarnego Zespołu Przyjaciół Odry, Parlamentarnego Zespołu ds. Wolnego Rynku, Parlamentarnego Zespołu Polska-Afryka-Bliski Wschód Gospodarka i Rozwój, Parlamentarnego Zespołu ds. Sportów Motorowych oraz Parlamentarnej Grupy ds. Przestrzeni Kosmicznej.
7 stycznia 2015 został powołany na stanowisko sekretarza stanu w Ministerstwie Infrastruktury i Rozwoju. W wyborach w 2015 wystartował do Senatu z ramienia PO w okręgu nr 20. Uzyskał mandat senatora IX kadencji, otrzymując 61 018 głosów. W listopadzie 2015 zakończył pełnienie funkcji wiceministra. W Senacie został zastępcą przewodniczącego Komisji Spraw Zagranicznych i Unii Europejskiej, członkiem Komisji Samorządu Terytorialnego i Administracji Państwowej, Parlamentarnego Zespołu Przedsiębiorczości, Lubuskiego Zespołu Parlamentarnego, Parlamentarnego Zespołu Przyjaciół Harcerstwa, Parlamentarnego Zespołu Przyjaciół Odry oraz Parlamentarnego Zespołu Sportowego.
Wybierany na przewodniczącego regionu lubuskiego Platformy Obywatelskiej. Wszedł w skład Zarządu Krajowego PO. W wyborach w 2019 uzyskał ponownie mandat posła na Sejm, kandydując z ramienia Koalicji Obywatelskiej i otrzymując 29 580 głosów. Został wiceprzewodniczącym Komisji Samorządu Terytorialnego i Polityki Regionalnej, członkiem Komisji Gospodarki i Rozwoju oraz przewodniczącym Lubuskiego Zespołu Parlamentarnego. W wyborach w 2023 z powodzeniem ubiegał się o poselską reelekcję (z wynikiem 25 037 głosów). Ponownie objął funkcję zastępcy przewodniczącego Komisji Samorządu Terytorialnego i Polityki Regionalnej oraz przewodniczącego Lubuskiego Zespołu Parlamantarnego. W grudniu 2023 został sekretarzem stanu w Ministerstwie Rozwoju i Technologii. W lipcu 2024 został odwołany z tego stanowiska; było to następstwem nieobecności w Sejmie podczas głosowania nad przepisami ograniczającymi penalizację aborcji (Waldemar Sługocki tłumaczył nieobecność zaplanowaną podróżą służbową do USA).

## Wyniki w wyborach ogólnopolskich
| Wybory | Komitet wyborczy  | Komitet wyborczy      | Organ             | Okręg           | Wynik          |
| ------ | ----------------- | --------------------- | ----------------- | --------------- | -------------- |
| 2011   |                   | Platforma Obywatelska | Sejm VII kadencji | nr 8            | 6465 (1,94%)   |
| 2015   | Senat IX kadencji | Platforma Obywatelska | nr 20             | 61 018 (52,05%) |                |
| 2019   |                   | Koalicja Obywatelska  | Sejm IX kadencji  | nr 8            | 29 580 (6,75%) |
| 2023   | Sejm X kadencji   | Koalicja Obywatelska  | 25 037 (4,84%)    | nr 8            |                |

## Odznaczenia i wyróżnienia
- 2015: Odznaka Honorowa za Zasługi dla Samorządu Terytorialnego[22]
- 2018: Złota Odznaka Honorowa za Zasługi dla Związku Sybiraków[23]
- 2021: Odznaka Honorowa za Zasługi dla Województwa Lubuskiego[24]

## Publikacje
- Lubuskie doświadczenia w wykorzystaniu funduszy Unii Europejskiej, Oficyna Wydawnicza Uniwersytetu Zielonogórskiego, Zielona Góra 2004.
- Wybrane aspekty finansowego wsparcia Unii Europejskiej w Polsce, Oficyna Wydawnicza Uniwersytetu Zielonogórskiego, Zielona Góra 2005.
- Wokół współczesności. Politologia, prawo, ekonomia (współredaktor), Wyd. Organon, Zielona Góra 2008.
- Polityka regionalna w Polsce jako przestrzeń aktywności samorządu terytorialnego (red.), Dom Wydawniczy Elipsa, Warszawa 2009.
- Polityka regionalna Unii Europejskiej a rozwój polskich regionów – studium przypadku, Oficyna Wydawnicza Uniwersytetu Zielonogórskiego, Zielona Góra 2013.